# Yankee Candle (singolo)
Yankee Candle è un singolo del rapper italiano Vegas Jones, pubblicato il 28 giugno 2017 come primo estratto dal primo album in studio Bellaria.

## Descrizione
Il brano parla di come l'artista si trova in mezzo ai tanti ma con la voglia di arrivare in alto distinguendosi da tutti raccontando esperienze di vita vissuta e future.

## Tracce
1. Yankee Candle – 3:40

## Classifiche
| Classifica (2017) | Posizione massima |
| ----------------- | ----------------- |
| Italia            | 1                 |